# Pedra de Shabaka

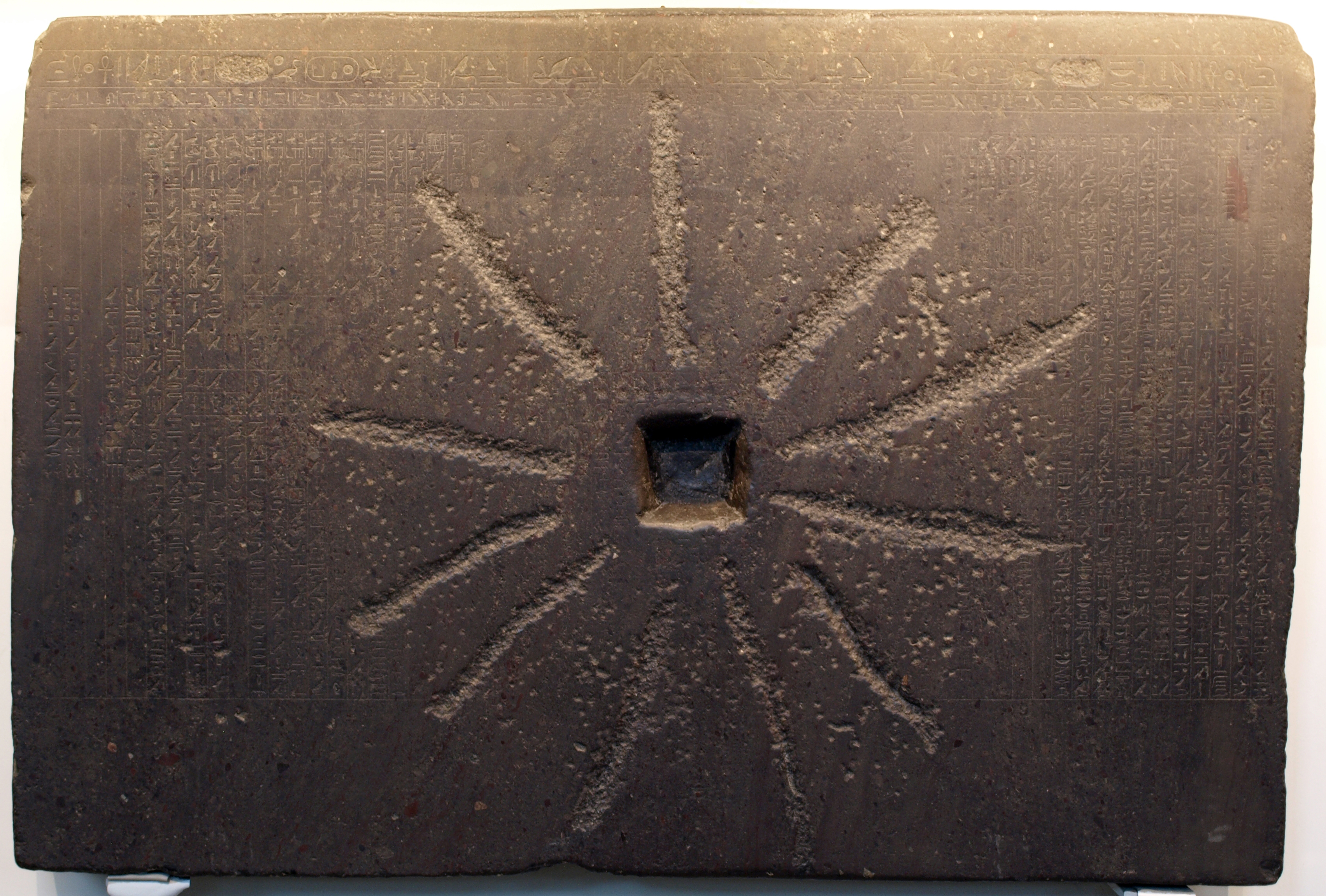
Pedra de Shabaka, en la qual s'aprecien els danys causats durant el seu ús com a pedra de molí.

La Pedra de Shabaka és una llosa de granit de 66 x 137 cm, escrita en jeroglífics, que es troba actualment en el Museu Britànic, catalogada amb la referència EA 498. En ella està gravada la Teologia memfita, segons la qual Ptah és el déu suprem, creador del món i dels altres déus.
El text inclou dues divisions principals amb una breu introducció i un resum final. La primera divisió relaciona la unificació de l'Alt i el Baix Egipte. El déu Ptah, déu dels artesans i qui va crear el món a partir del pensament i de la paraula, treballa a través d'Horus per aconseguir aquesta unificació. L'altre és un mite de la creació, la "Teologia memfita" o "Drama memfita", que estableix a Ptah com el creador de totes les coses, inclosos els déus.
El text subratlla que és a Memfis on es va produir la unificació d'Egipte. La inscripció també diu que aquesta ciutat va ser el lloc d'enterrament d'Osiris.